# Paradisier de Victoria
Ptiloris victoriae
Espèce
Statut de conservation UICN

 VU  : Vulnérable
Statut CITES
Le Paradisier de Victoria (Ptiloris victoriae) est un paradisier du Plateau d'Atherton dans la cordillère australienne.
Le paradisier de Victoria a été découvert par John Macgillivray pour John Gould en 1848 et doit son nom à la reine Victoria du Royaume-Uni.
Espèce commune dans son habitat, ce paradisier a été évalué comme peu menacé de disparition par l'UICN. Il est inscrit à l'Annexe II de la CITES.

## Description
C'est la plus petite espèce du genre Ptiloris. Il mesure entre 23 et 25 cm de long. Le mâle a un plumage aux couleurs chatoyantes d'un pourpre brillant, qui devient bleu-vert sur la tête et bronze sur le bas de poitrine. La gorge est d'un noir velouté avec des reflets vert métallique et une tache triangulaire bleue au centre. Les femelles sont brunes avec un trait pâle au-dessus de l'œil et l'abdomen chamois avec des lignes brunes. L'appel est un fort "yaars".

## Distribution
Frange côtière du nord-est du Queensland, entre le sud de Cooktown et Rockhampton (commun sur le plateau d’Atherton et à Big Tableland) avec quelques îles satellites.

## Habitat
Le ptiloris de la Reine Victoria fréquente les forêts pluviales de colline et de basse altitude (0 à 1 200 m) avec, en périphérie, des boisements humides dominés par des eucalyptus (Eucalyptus) et des zones boisées marécageuses à prépondérance de mélaleucas (Melaleuca). Il visite aussi les abords des mangroves et des jardins (Frith & Beehler 1998, Frith & Frith 2009).

## Alimentation
Elle consiste en fruits (dont Ficus destruens et Sloanea macbrydei), en nectar de fleurs et en invertébrés (coléoptères, mille-pattes, araignées, arthropodes et leurs larves). La proportion animale est globalement supérieure à celle végétale mais elle varie selon la saison (Frith & Frith 2009). Ottaviani (2012) a montré, photos à l’appui, un mâle consommant un fruit de cucurbitacée et deux autres individus explorant l’écorce d’arbres en quête d’insectes xylophages.

## Mœurs
L’espèce est devenue franchement anthropophile dans le village de Paluma où l’homme l’a attirée en plaçant des mangeoires et où les mâles paradent en pleine rue en haut de pylônes électriques en bois (Ottaviani 2012).

## Voix
Le cri de signalement du mâle est un sssssshh ou yaaaaass puissant et explosif. Cet appel est typique du sud de son aire de distribution mais à Atherton, il consiste en une simple note. Le mâle répond souvent aux cris d’autres mâles du secteur. Il existe aussi une note agressive, un kek perçant et répété. Sur son nid, la femelle émet un kuk grave, doux et répété suivi par un pot-pourri de notes semblables quand elle s’envole de son nid à un perchoir proche (Frith & Frith 2009).

## Parade nuptiale
Laurent Charbonnier (2007), dans son film Les Animaux Amoureux, l’a  particulièrement bien filmée dans le Queensland.
Le mâle choisit souvent une clairière où filtrent les rayons du soleil à travers les frondaisons et se poste, bien en vue, sur une souche d’arbre élevée. Il relève la queue, déploie fortement les ailes en éventail et les lève au ciel tout en faisant miroiter sa gorge métallique et en lançant un yass explosif. Ce cérémonial finit par attirer une femelle qui vient se poser en face de lui. Il abaisse une aile mais en gardant toujours la tête cachée derrière l’autre aile maintenue déployée et élevée, et ainsi de suite en alternant la droite et la gauche. Ce balancement a d’abord lieu toutes les deux secondes puis il accélère progressivement le rythme pour atteindre un battement d’ailes frénétique mais sans émettre de cris. Ces déploiements d’ailes associés au dandinement du corps semblent hypnotiser la femelle qui reste perchée devant et très près de lui. Pendant cette exhibition, elle ne voit pas la tête du mâle qui est toujours masquée derrière une aile et elle semble alors partagée entre la peur et la fascination devant cette chorégraphie extraordinaire. Parfois la parade est interrompue par la fuite de la femelle et ne reprend qu’à son retour. L’accouplement a lieu généralement au paroxysme de la parade après une course-poursuite à travers les arbres (Ottaviani 2012).

## Nidification
C’est une coupe de sarments de vignes, de rameaux, de racines et de feuilles dans laquelle une peau de serpent est très souvent incorporée. Cette peau est généralement placée sur toute la circonférence du rebord du nid qui est placé dans un petit arbre, souvent un pin, de 1,50 à 4,50 m de hauteur. Il contient deux œufs rose-rougeâtre striés longitudinalement de gris et de brun (Gilliard 1969).
L’incubation dure 18 à 19 jours et l’élevage au nid entre 13 et 15 jours. A l’éclosion, les poussins sont nus avec une peau gris foncé rougeâtre dessus et brun-rougeâtre dessous. Le bec et les pattes sont gris rosâtre et les commissures jaunes. La femelle peut apporter des insectes ou des fruits entiers directement aux jeunes ou bien les nourrir avec ces mêmes aliments par régurgitation. Des femelles accompagnées de jeunes emplumés ont été observées fin novembre et de janvier à mars. Une femelle nourrissait encore son jeune 74 jours après qu’il a quitté le nid (Frith & Frith 2009).

## Statut, conservation
L’espèce est commune mais elle a perdu beaucoup de son habitat forestier à Atherton Tableland. Elle s’est adaptée à consommer des fruits dans les vergers ce qui lui vaut parfois d’être abattue par les arboriculteurs mais elle n’est soumise à aucune menace sérieuse (Frith & Frith 2009).

## Rituel d'accouplement

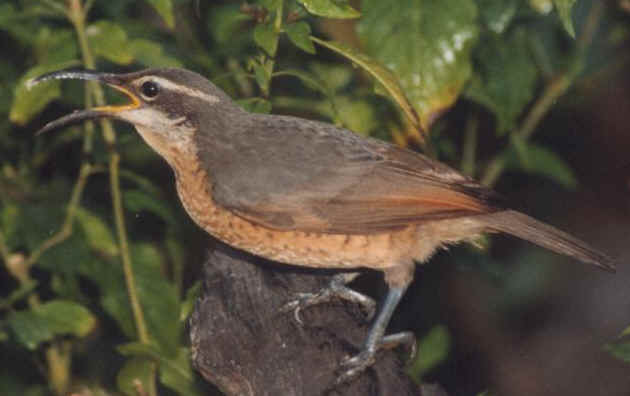
Femelle.

Lorsque le mâle veut faire la cour à une femelle, il commence par gonfler les plumes de sa gorge et de ses côtés et pour faire ressortir les couleurs vives de son plumage en se plaçant dans un puits de lumière solaire de la forêt tropicale. Il place ses ailes déployées en courbe arrondie au-dessus de son corps et envoie sa tête vers l'arrière pour exposer son cou et sa gorge à la lumière puis se déplace d'un côté à l'autre de la branche sur laquelle il se trouve d'une manière qui semble presque mécanique.
La femelle est attirée pour voir la parade par les appels du mâle, appels qui deviennent de plus en plus doux et mélodieux au fur et à mesure que la parade avance.
Le couple se rapproche progressivement en se faisant face et chaque oiseau soulève et étend ses ailes en avant, à tour de rôle dans un rythme de plus en plus rapide. Enfin, le mâle enserre la femelle de ses deux ailes avant de s'accoupler.